# Autoportrait avec squelette
L’Autoportrait avec squelette est une peinture à l'huile sur toile du peintre allemand Lovis Corinth, peint en 1896 à Munich. Il est exposé au musée Lenbachhaus  de Munich.

## Description
Le tableau montre deux protagonistes : Corinth lui-même et le squelette, côte à côte. En arrière-plan apparaît un panorama de la ville de Munich, à travers la large fenêtre de l'atelier. Le corps du peintre est visible jusqu'à la poitrine. Selon le catalogue raisonné de Charlotte Berend-Corinth le tableau montre « Corinth vêtu d'une chemise à carreaux bleu pâle devant la grande fenêtre de l'atelier. Vue sur Munich en rose et violet. ».
Le peintre se présente lui-même peu ou pas du tout idéalisé. Il a une moustache, les cheveux courts sont foncés, le front est dégarni ; il porte une chemise légère à damiers avec une cravate sombre.  Le squelette est suspendu à une tige avec un anneau dans le crâne, un peu plus bas que l'artiste.  La fenêtre de l'atelier à l'arrière-plan illumine la scène et éclaire les deux protagonistes. Elle occupe toute la largeur du tableau et se compose de  carreaux à encadrement métallique dont l'un est ouvert. Dans la moitié inférieure de la rangée inférieure de fenêtres sont représentés des bâtiments, des toits et des clochers dans un ton ocre. Des cheminées fumantes signalent la présence d'industries.
La signature de Corinth est tracée en lettres fines dans le coin supérieur droit. Dans un cartouche, est écrit:
Lovis Corinth.
38 J. a. 1896. Le  J pour Jarhe (38 ans) et le a pour anno (année 1896). Cette signature est une référence à un autoportrait d'Albrecht Dürer (vers 1500).

## Source
- (de) Cet article est partiellement ou en totalité issu de l’article de Wikipédia en allemand intitulé « Selbstporträt mit Skelett » (voir la liste des auteurs).